# Governo Pashinyan I
Il primo governo Pashinyan è stato il 16º governo dell'Armenia e l'organo di governo dal 12 maggio 2018 al 16 ottobre 2018.
Nikol Pashinyan è stato nominato Primo Ministro dell'Armenia dal Presidente della Repubblica d'Armenia, Armen Sarkissian l'8 maggio 2018, dopo aver ricevuto la maggioranza dei voti nell'Assemblea nazionale armena.
Era un governo di minoranza guidato dal gruppo parlamentare della coalizione Una via d'uscita composto da tre partiti politici: Contratto Civile, Armenia Lumnosa e il Partito Repubblica.
Era un governo di coalizione formato da coalizione Una via d'uscita, coalizione Tsarukyan e Federazione Rivoluzionaria Armena al 3 ottobre 2018.
Dopo quella data la struttura del governo dell'Armenia ha compreso diciassette ministeri e otto corpi aggiunti. Ogni ministero è responsabile dell'elaborazione e dell'attuazione delle decisioni governative nella sua rispettiva sfera.
Il 3 ottobre 2018, Pashinyan ha licenziato sei ministri dopo che le loro parti Federazione armena rivoluzionaria e coalizione Tsarukyan hanno sostenuto un disegno di legge controverso che rendesse più difficile per il primo ministro convocare elezioni anticipate per Assemblea nazionale armena. Lo stesso giorno, la Federazione Rivoluzionaria Armena ha accusato Pashinyan di "tentare di stabilire un governo monopartitico in Armenia".

## Struttura del Governo
- Ministro dell'Agricoltura: Artur Khachatryan, Federazione Rivoluzionaria Armena, 12 maggio 2018 - 3 ottobre 2018; Gegham Gevoryan 16 ottobre 2018 - 16 ottobre 2018
- Ministro della Cultura: Lilit Makunts, coalizione Una via d'uscita, 12 maggio 2018 - 16 ottobre 2018
- Ministro della Difesa: David Tonoyan, 11 maggio 2018 - 16 ottobre 2018
- Ministro della Diaspora: Mkhitar Hayrapetyan, Contratto Civile, coalizione Una via d'uscita, 11 maggio 2018 - 16 ottobre 2018.[3]
- Ministro dello Sviluppo Economico e degli Investimenti: Artsvik Minasyan, Federazione Rivoluzionaria Armena, 12 maggio 2018 - 3 ottobre 2018; Tigran Khachatryan, 16 ottobre 2018
- Ministro dell'Istruzione e della Scienza: Arayik Harutyunyan, Contratto Civile, coalizione Una via d'uscita, 11 maggio 2018 - 3 ottobre 2018
- Ministro delle situazioni di emergenza: Hrachya Rostomyan, Independent, coalizione Tsarukyan 12 maggio 2018 - 3 ottobre 2018; Feliks Tsolakyan, indipendente, 4 ottobre 2018 - 16 ottobre 2018
- Ministro delle Infrastrutture energetiche e delle risorse naturali: Artur Grigoryan, Armenia Prospera, coalizione Tsarukyan 12 maggio 2018 - 3 ottobre 2018, Garegin Baghramyan, Independent, 4 ottobre 2018 - 16 ottobre 2018
- Ministro delle Finanze: Atom Janjughazyan, Indipendente, coalizione Una via d'uscita, 12 maggio 2018 - 16 ottobre 2018
- Ministro degli affari esteri: Zohrab Mnatsakanian, indipendente, 12 maggio 2018 - 16 ottobre 2018
- Ministro della Sanità: Arsen Torosyan, indipendente, 12 maggio 2018 - 16 ottobre 2018
- Ministro della giustizia: Artak Zeynalyan, Partito Repubblica, coalizione Una via d'uscita,  12 maggio 2018 - 16 ottobre 2018
- Ministro del lavoro e degli affari sociali: Mane Tandilyan, Armenia Luminosa, coalizione Una via d'uscita, 12 maggio 2018 -
- Ministro della protezione della natura: Erik Grigoryan, 12 maggio 2018 - 16 ottobre 2018
- Ministro dello Sport e della gioventù: Levon Vahradyan, Armenia Prospera, coalizione Tsarukyan, 12 maggio 2018 - 3 ottobre 2018; Gabriel Ghazaryan 10 ottobre 2018 - 16 ottobre 2018
- Ministro dell'Amministrazione Territoriale e dello Sviluppo: Suren Papikyan, Contratto Civile, coalizione Una via d'uscita, 11 maggio 2018 - 16 ottobre 2018
- Ministro dei trasporti, delle comunicazioni e delle tecnologie dell'informazione: Ashot Hakobyan, 12 maggio 2018 - 3 ottobre 2018; Hakob Arshakyan, Contratto Civile, coalizione Una via d'uscita 4 ottobre 2018 - 16 ottobre 2018